# 蔡若虹
蔡若虹（1910年—2002年），原名蔡雍，笔名雷萌、张再学，男，江西九江人，中华人民共和国美术家、社会活动家。

## 生平
1931年在上海参加左翼美术家联盟，同年毕业于上海美专西画系。
1939年到延安。1940年加入中国共产党。1941年冬与华君武、张谔举办“三人讽刺画展”。1942年5月参加延安文艺座谈会，同年冬任延安鲁艺美术系主任。1946年后任《晋察冀日报》美术编辑。